# Велики Градац (локалитет)
Велики Градац (Taliata) археолошко је налазиште у близини Доњег Милановца, са истраженим римским и рановизантијским кастелом Талијата.

## Положај кастела
Утврђење се налазило у Доњемилановачкој котлини, два километра узводно од ушћа Поречке реке, на левој обали потока Папреница, на истакнутом положају 200m од обале Дунава. Основа кастела је неправилни четвороугао димензија 134x126m, оријентисан дужим странама у правцу север-југ. У раноцарском периоду утврђење је имало по једну капију, фланкирану квадратним кулама на сваком бедему, унутрашње дефанзивне квадратне угаоне куле, две унутрашње куле на северном бедему и по једну на источном, јужном и западном бедему.

## Настанак
Кастел је настао у 2. веку, највероватније после Трајанових дачких ратова, а претходило му је земљано утврђење приближних димензија из 1. века. Талијата има одлике ауксилијарног логора, а систем утврђења од Папреничког потока до ушћа Поречке реке (локалитети Мали Градац, Главица, Ушће Поречке реке, Градац) сведочи о стратешком значају овог дела лимеса (римска граница).

## Напуштање
После интезивног живота логора у Талијати у 1. веку и првој половини 2. века, кастел је напуштен на дуже време. После напуштања провинције Дакије (272), утврђење је обновљено у време цара Аурелијана, а затим и крајем 4. века за владавине Валентијана и Валенса. Тада су све капије негиране, осим северне, а на угловима су подигнуте офанзивне, истурене куле полукружног облика. У време најезде Хуна 441. године, Талијата је спаљена, а у 6. веку обновио ју је цар Јустијан, задржавши основу утврђења из претходног периода. Из тог времена потиче и базилика подигнута на месту некадашње западне капије. У унутрашњости утврђења истражене су војничке бараке и житница из 1. века и јавно купатило из 4. века. Коначним падом лимеса Горње Мезије под ударом Авара 595—596. године уништена је и Талијата.
Крајем 9. или у првим деценијама 10. века, утврђење је поново настањено и у њему се живело током 10. и 11. века. Поправљени су оштећени делови бедема, а једна од угаоних кула поново је саграђена. Осим већег броја стамбених објеката, у насељу су постојале и две цркве. Већа црква из рановизантијског периода обновљена је, док је мања, средњовековна црква изнова саграђена. Сматра се да је насеље опстало до почетка осме деценије 11. века, када је живот у њему нагло прекинут. Убрзо по напуштању насеља, на истом простору формирана је некропола, коришћена током прве половине 12. века.